# شوارتبوک
شوارتبوک (به آلمانی: Schwartbuck) یک شهر در آلمان است که در پلون واقع شده‌است. شوارتبوک ۸۵۲ نفر جمعیت دارد.